# Jean III Clément
Pour les articles homonymes, voir Jean III, Jean Clément et Clément.
Jean III Clément, seigneur du Mez et d'Argentan, maréchal de France, mort en 1260 ou 1262.

## Biographie
Fils de d'Henri Ier Clément, Jean III fut élevé par le roi Philippe Auguste à la dignité de maréchal de France à la mort de son père, en reconnaissance des services de ce dernier.
Il était alors très jeune, et n'exerça sa charge qu'à partir d'août 1223.
Il assista à l'Assemblée des Grands de France tenue à Saint-Denis en septembre 1235.

## Armoiries
- D'azur, à la croix recercelée d'argent ; à la cotice de gueules brochant en bande.[2]